# Jacek Gawłowski
Jacek Gawłowski – polski realizator dźwięku, specjalizujący się w masteringu oraz miksowaniu nagrań, także kompozytor i gitarzysta. Laureat nagrody Grammy za miks płyty „Randy Brecker plays Włodek Pawlik’s Night in Calisia” w kategorii Best Large Jazz Ensemble Album 2013. Członek National Academy of Recording Arts (NARAS) przyznającej nagrody Grammy.
Absolwent III Liceum Ogólnokształcącego im. Marii Konopnickiej we Włocławku. W 1994 ukończył studia w londyńskiej School of Audio Engineering (SAE).
Od 2003 właściciel studia masteringowego JG Master Lab. Przez 25 lat swojej działalności zmasterował około 3000 tytułów, z czego część zdobyła tytuł złotej lub platynowej płyty.

## Działalność muzyczna
W 1993 opublikował autorską płytę Welcome To My Guitarland (wyd. Kophaus), nagraną w składzie:
- Jacek Gawłowski – gitara
- Jarosław Szajerski – gitara basowa
- Tomasz Warzonkoski – perkusja
- Tomasz Łosowski – perkusja (gościnne utwór 1 i 2)

Płyta zawierała krótkie utwory instrumentalne, bliskie poprockowej konwencji.

## Dyskografia
| Album                                                                                             | Rok  | Uwagi                                                       | Źródło |
| ------------------------------------------------------------------------------------------------- | ---- | ----------------------------------------------------------- | ------ |
| Wszystkie Marki Świata – Markowe lato                                                             | 1997 | mastering, inżynieria dźwięku, gitara, wokal wspierający    | [ 8 ]  |
| Behemoth – Pandemonic Incantations                                                                | 1998 | mastering                                                   | [ 9 ]  |
| Cezary Pazura – Płyta stereofoniczna                                                              | 1999 | mastering, koprodukcja muzyczna, gitara, inżynieria dźwięku | [ 10 ] |
| Stachursky – 1                                                                                    | 2000 | miksowanie                                                  | [ 11 ] |
| Vader – The Beast                                                                                 | 2004 | mastering                                                   | [ 12 ] |
| Monika Brodka – Album                                                                             | 2004 | mastering                                                   | [ 13 ] |
| Maria Peszek – Miasto mania                                                                       | 2005 | mastering                                                   | [ 14 ] |
| Marika – Plenty                                                                                   | 2008 | mastering                                                   | [ 15 ] |
| Gosia Andrzejewicz – Wojowniczka                                                                  | 2009 | mastering                                                   | [ 16 ] |
| Kombii – O Miłości                                                                                | 2010 | miksowanie, mastering                                       | [ 17 ] |
| Halina Mlynkova – Etnoteka                                                                        | 2011 | mastering, miksowanie, produkcja muzyczna                   | [ 18 ] |
| Randy Brecker, Włodek Pawlik Trio, Orkiestra Symfoniczna Filharmonii Kaliskiej – Night in Calisia | 2012 | miksowanie, mastering                                       | [ 19 ] |
| Sokół, Marysia Starosta – Czarna biała magia                                                      | 2013 | mastering                                                   | [ 20 ] |
| Lao Che – Dzieciom                                                                                | 2015 | mastering                                                   | [ 21 ] |
| Ewa Farna – Inna                                                                                  | 2015 | mastering                                                   | [ 22 ] |
| Sanah – Oto cała ja                                                                               | 2020 | miksowanie                                                  | [ 23 ] |
| Krystian Ochman – River (singel Krystiana Ochmana)                                                | 2022 | mastering                                                   | [ 24 ] |